# میناموتو نو ایچیمان
میناموتو نو ایچیمان (به ژاپنی: 源 一幡, Minamoto no Ichiman); ۱ ژانویهٔ ۱۱۹۸ – ۸ اکتبر ۱۲۰۳) پسر ارشد دومین شوگون از شوگون‌سالاری کاماکورا، میناموتو نو یوری‌ایه اهل ژاپن بود. وی در سن ۶ سالگی در درگیری بین خاندان هیکی و خاندان هوجو کشته شد.
مادر وی واکاسا نو تسوبونه دختر هیکی یوشیکازو بود. پس از مرگ ناگهانی نخستین شوگون از شوگون‌سالاری کاماکورا، میناموتو نو یوریتومو در سال ۱۱۹۹ و همچنین بیماری جدی شوگون دوم میناموتو نو یوری‌ایه (مرگ ۱۲۰۴) خاندان هوجو از شوگونی برادر وی میناموتو نو سانه‌تومو (مرگ ۱۲۱۹) حمایت می‌کرد اما خاندان هیکی قصد داشت پسر شوگون دوم یعنی میناموتو نو ایچیمان را به شوگونی برساند. برای خلاص شدن از دست وی هوجو ماساکو همسر شوگون اول ابتدا هیکی یوشیکازو را به منزلش دعوت کرد و به قتل رساند. پس از آن درگیری بین دو خاندان هوجو و هیکی رخ داد و ایچیمان در طی این جنگ کشته شد. برادر کوچکتر وی کوگیو (راهب) مجبور شد راهب شود. در سن بیست سالگی در سال ۱۲۱۹ میلادی، وی عموی خود شوگون سوم میناموتو نو سانه‌تومو را به انتقام کشته شدن پدرش شوگون دوم کشت. کوگیو (راهب) نیز به زودی پس از این قتل گردن زده شد و بدین ترتیب وارثی از شوگون اول و رهبر خاندان سیوا گنجی برجا نماند و این خاندان منقرض شد.